# Saint-Genis-Pouilly
Saint-Genis-Pouilly és un municipi francès al departament de l'Ain i a la regió d'Alvèrnia-Roine-Alps,  és fronterer amb Suïssa i forma part de l'aglomeració de Ginebra. L'any 2025 tenia 14.584 habitants.

## Demografia
Des dels anys 1960 del segle xx el municipi ha conegut una ràpida expansió demogràfica, sobretot després de la construcció Gran Col·lisionador d'Hadrons per Organització Europea per a la Recerca Nuclear (CERN). La proximitat de la ciutat de Ginebra i les mantes institucions internacionals que s'hi han estabert hi va contribuir molt. També té una població molt cosmopolítica, el 2017, per exemple, 49% dels habitants de 25 a 54 anys eren d'origen forastera, dels quals 31% venien d'altres països europeus.

## Economia
Saint-Genis-Pouilly es beneficia, com els altres municipis del País de Gex, de l'estatut molt especial de zona franca establert pel Congrés de Viena en el segon Tractat de París del 20 de novembre de 1815. En conseqüència, les mercaderies importades o exportades fora de la Unió Europea no estan subjectes a drets de duana.
L'any 2000 hi havia 14 explotacions agrícoles que conreaven un total de 450 hectàrees. Des d'aleshores es van crear moltes urbanitzacions i zones d'activitats econòmiques. El 2018, 49,2% de la superfície era urbanitzada.

## Llocs d'interés
- S'hi ha establert en una cova a 50 metres sota la terra el Gran Experiment al Col·lisionador d'Ions (ALICE) un detector del Gran Col·lisionador d'Hadrons (LHC) al laboratori internacional del CERN a Ginebra. Hi col·laboren més de dos mil científics d'arreu al món.[5]
- Ruïnes del Castell de Flies del segle xiii[6]
- Sepulcres de la cultura gal·loromana (segles vi-viii) al cementiri del nucli de Pouilly
- Església de Sant Pere a Pouilly, romànic del segle xiii i cor gòtic, construït damunt les ruïnes d'una vil·la romana.[7]